# Sineu
Sineu település Spanyolországban, a Baleár-szigeteken. Sineu Llubí, Maria de la Salut, Ariany, Petra, Sant Joan, Lloret de Vistalegre, Costitx és Inca községekkel határos. Lakosainak száma 4469 fő (2024).

## Népesség
A település népessége az elmúlt években az alábbi módon változott:
| Lakosok száma | 2789 | 2927 | 3133 | 3520 | 3687 | 3681 | 3629 | 3868 | 4122 | 4469 |
|               | 2001 | 2004 | 2006 | 2009 | 2011 | 2014 | 2016 | 2019 | 2021 | 2024 |